# Anemone quinquefolia
Anemone quinquefolia är en ranunkelväxtart som beskrevs av Carl von Linné. Anemone quinquefolia ingår i släktet sippor, och familjen ranunkelväxter.

## Underarter
Arten delas in i följande underarter:
- A. q. bifolia
- A. q. minima

## Bildgalleri

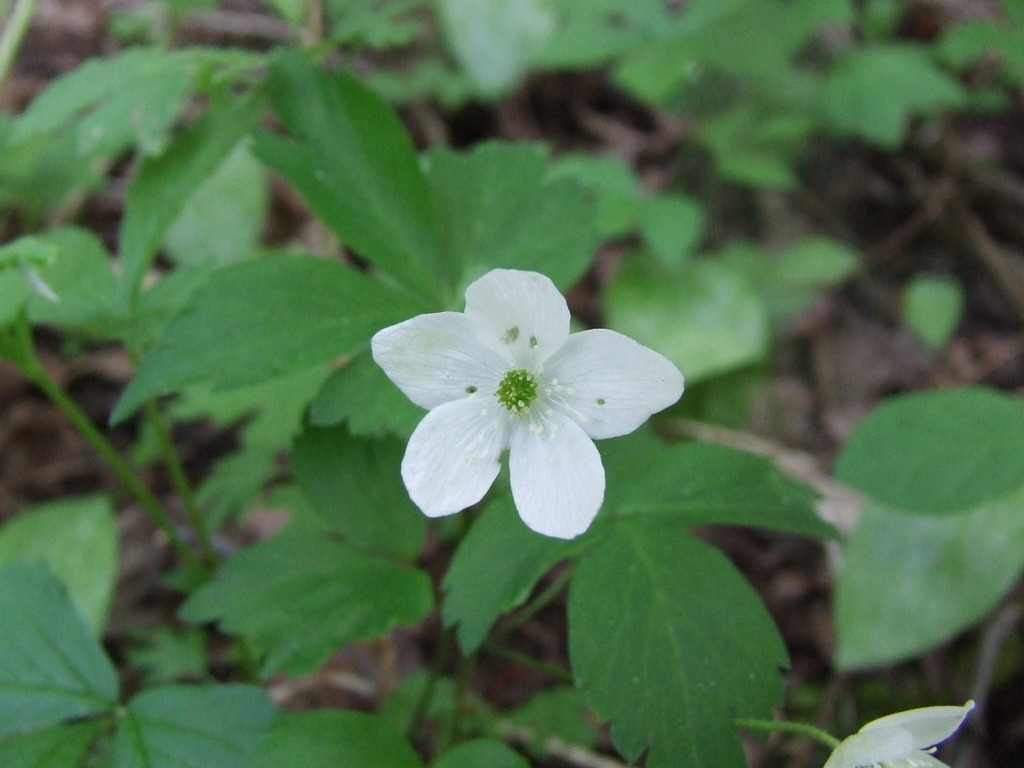
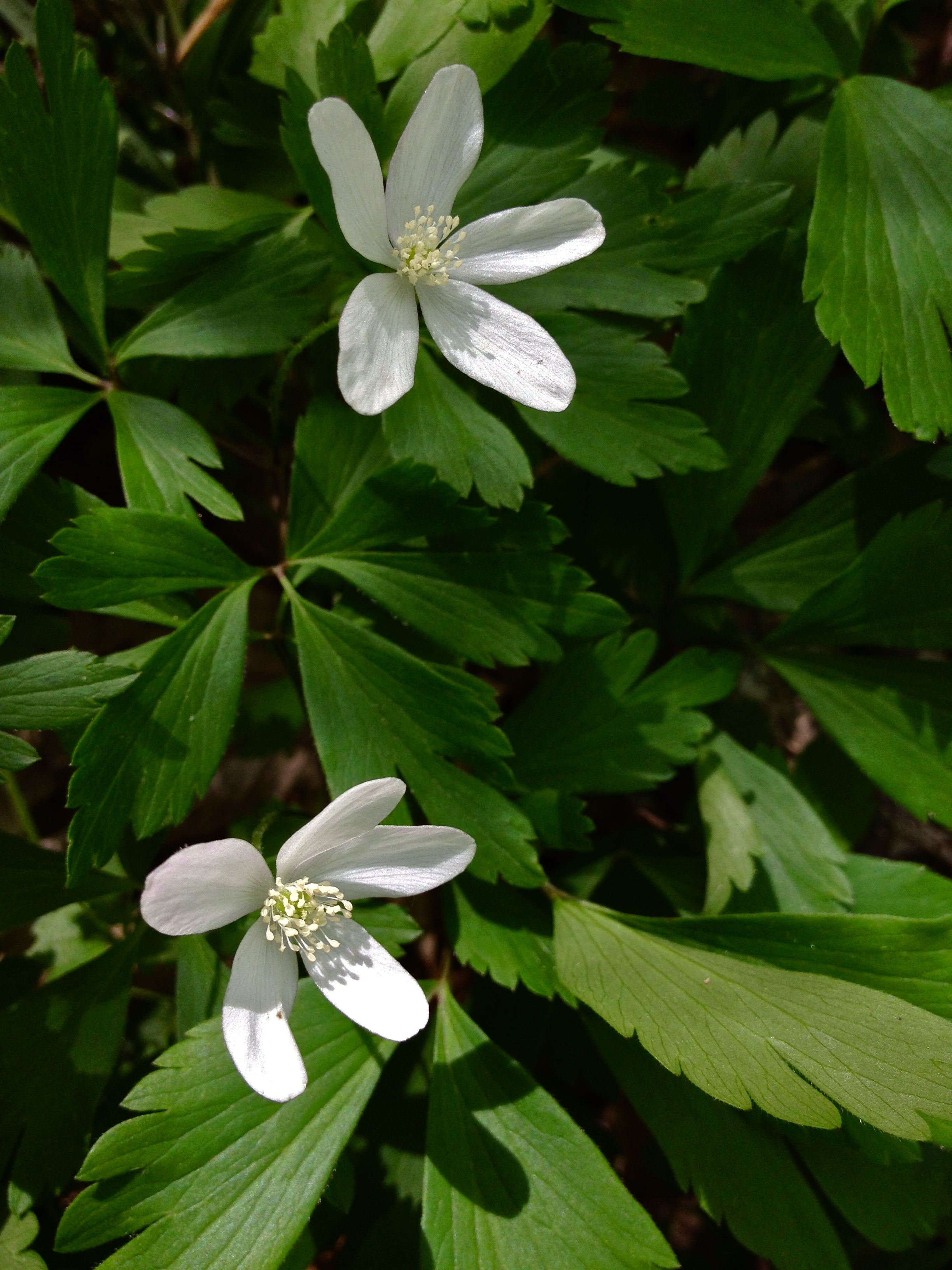
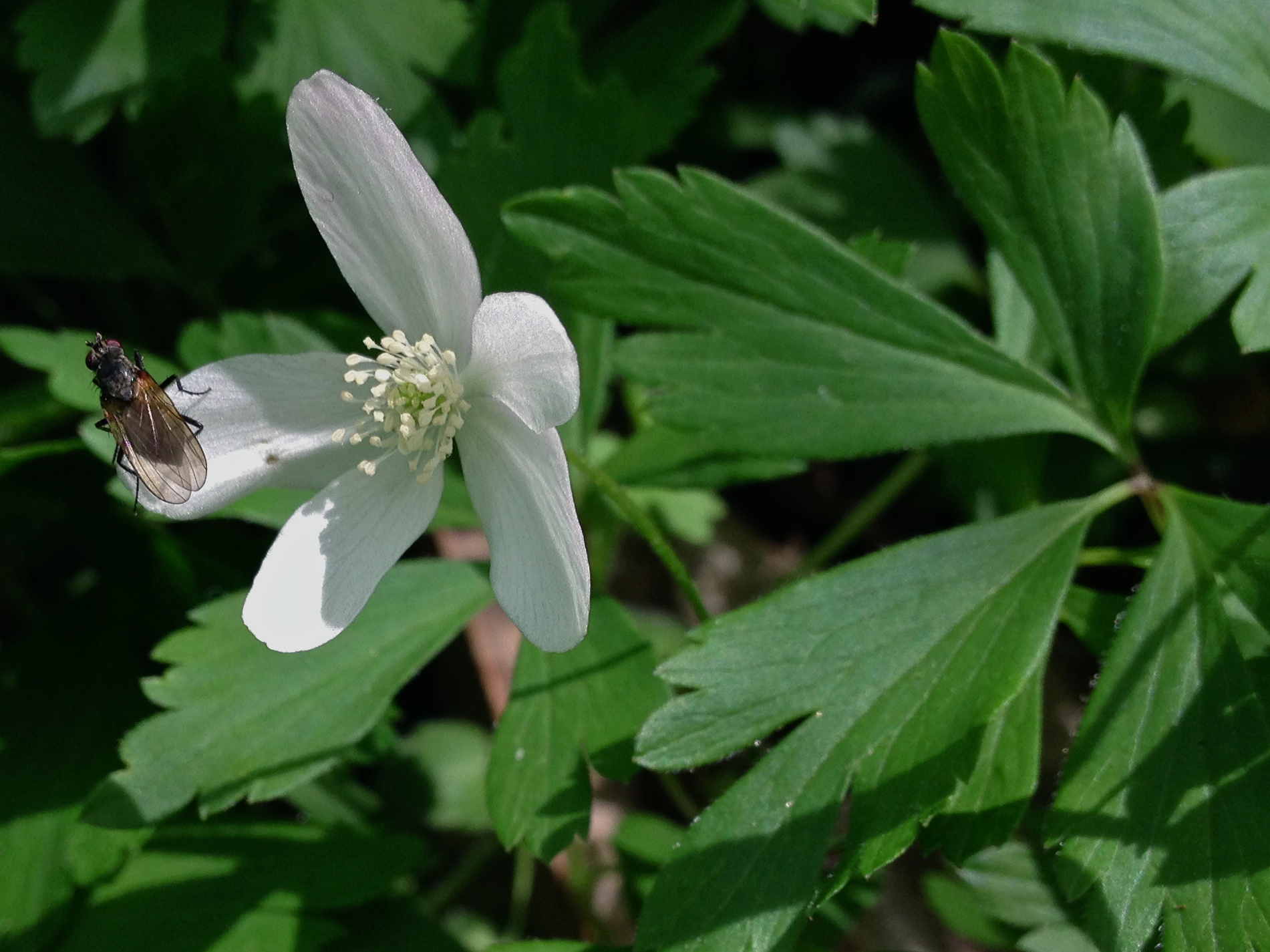
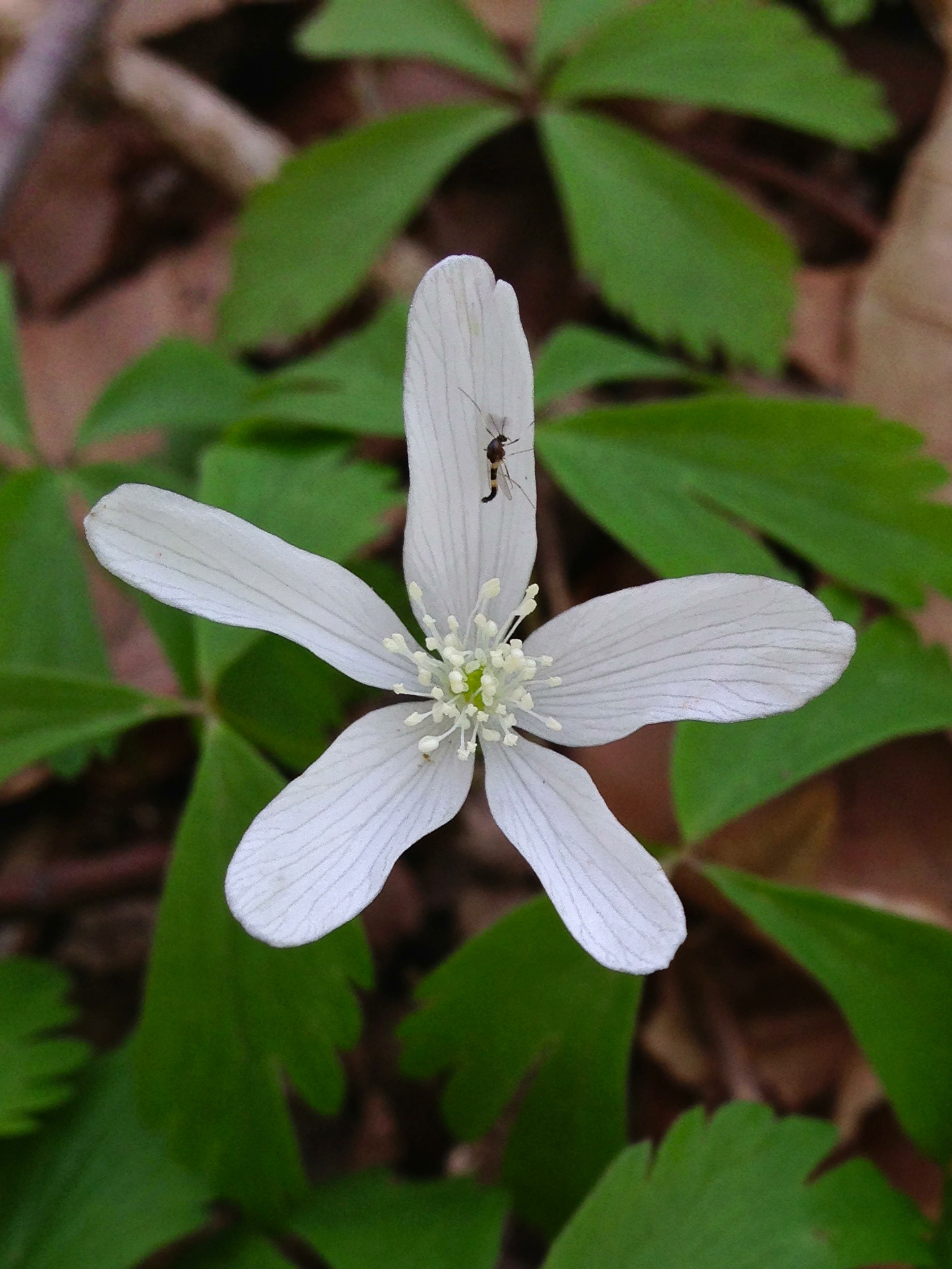
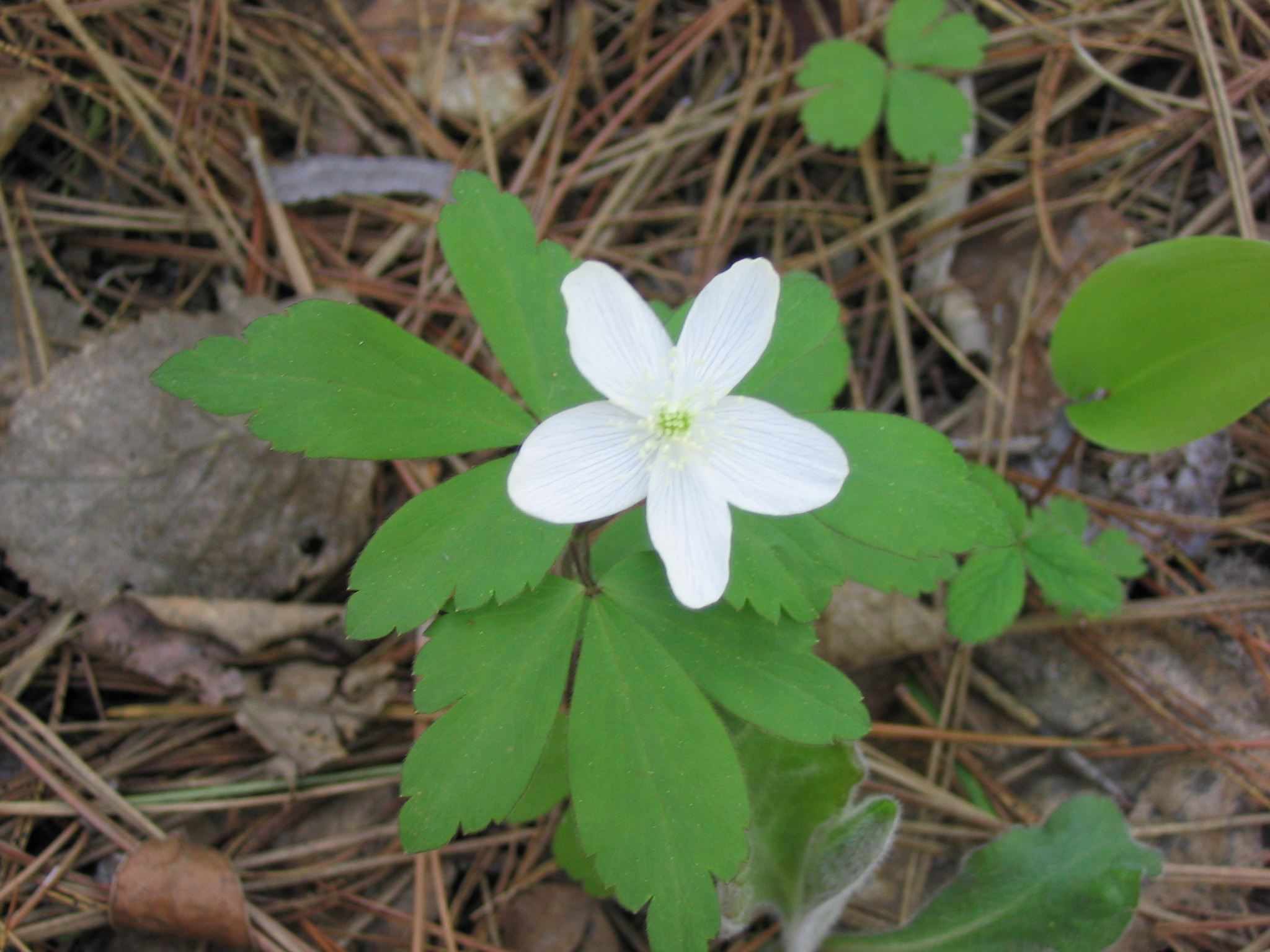
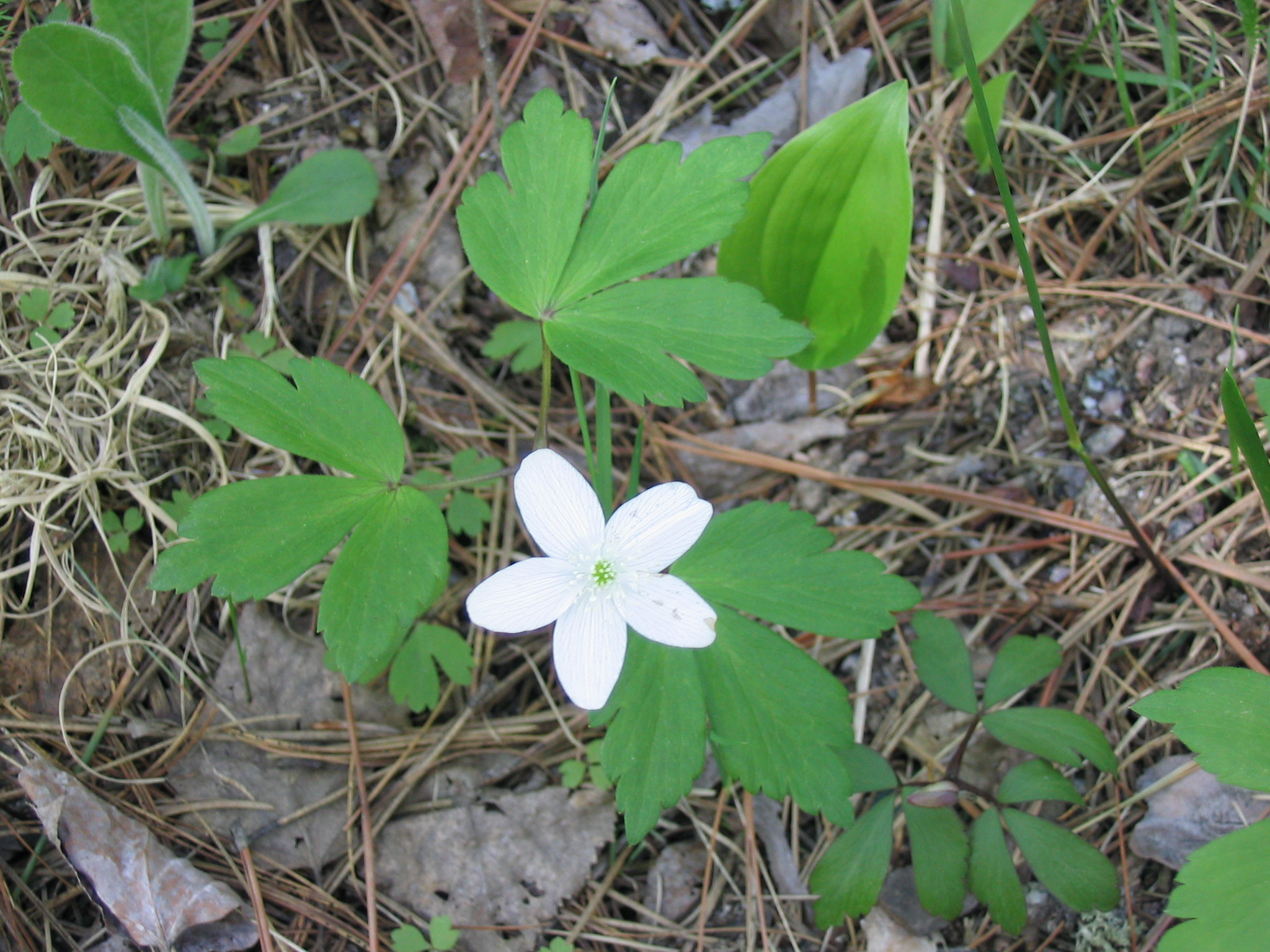